# Enrique Lavié
Enrique Lavié (Buenos Aires, 1902 - Buenos Aires, 18 de abril de 1976) fue un poeta, escritor y crítico literario argentino de inspiración romántica.
Comenzó a escribir sus primeros poemas a los veinte años.
En 1924 fundó junto a Eduardo Manea, Carlos Alberto Erro y Leónidas de Vedia la Revista de América, una publicación de juventud de tono polémico, de la que aparecieron seis números entre diciembre de 1924 y julio de 1926.
También participó de la publicación periódica Pórtico, del Ateneo Cultural de La Boca.
En 1932 publicó Girándula, su primer libro, que consiguió atención de la crítica. En 1938 escribió Breve jornada y, en 1943, Diorama, su obra de mayor difusión.
En 1948 recibió ganó el Premio Municipal de Literatura de la Ciudad de Buenos Aires al terminar en primer lugar por Memorias de mi soledad.
Respecto de Lavié, Alfonso Reyes dijo que era un poeta que honraba a la poesía latinoamericana y Juana de Ibarbourou destacó sus sonetos por su total y acabada hermosura, forma y espíritu, letra y música.
Asimismo colaboró, como autor y como crítico, en diversas revistas y periódicos de Argentina tales como Caras y Caretas, La Nación, Atlántida, El Hogar, La Razón, Mundo Argentino, así como en publicaciones del exterior como Mundo Hispánico, de Madrid, y El Universal, de Caracas.
También dictó cursos y conferencias.

## Obra publicada
- Girándula (1932)[3]
- Música para el Alba (1937)[2][6]
- Breve Jornada (1938)[3][2]
- Diorama (1943)[3][2]
- Memoria de mi soledad (1948)[6][5]
- Más allá de los límites (1960)[3]
- La voz que no duerme (1966)[7]
- Los Espejos Demorados[2]

## Publicado en La voz que no duerme
No sé ni cómo, ni por qué, ni cuándo

No sé ni cómo ni por qué ni cuándo

llegó a mi soledad mientras dormía,

una lejana voz que me decía:

no desesperes de seguir amando.

(No sé ni cómo ni por qué ni cuándo)

Entonces tuve que seguir luchando,

navegar en la luz del nuevo día

y alcanzar en la eterna travesía

la otra soledad que estoy buscando.

(No sé ni cómo ni por qué ni cuándo)

En las hojas del viento suspirando

tu claro nombre me llegó cantando

y al quebrarse en el aire repetía

No te mueras aún,  sigue soñando.

Tu mirada hacia mi se fue acercando

y en los siglos del tiempo se perdía.

(No sé ni cómo ni por qué ni cuándo

llegó a mi soledad mientras dormía

la otra soledad que me decía

no te mueras aún, sigue soñando).

No sé ni cómo ni por qué ni cuándo.

## Premios y reconocimientos
- 1948 Premio Municipal de Poesía.[5]